# Jo Angerer
Joachim „Jo“ Angerer (* 1956 in München) ist ein deutscher Fernsehjournalist und Korrespondent.

## Leben und Wirken
Bereits während seines Studiums der Chemie und Germanistik arbeitete Angerer als freier Mitarbeiter verschiedener Zeitungen und Zeitschriften. 1980 wurde er Mitarbeiter des Bayerischen Rundfunks, u. a. als Moderator der Jugendsendung Zündfunk. Ab seinem Wechsel 1990 zum Westdeutschen Rundfunk war er dort als freier Mitarbeiter tätig, seit 1998 als Redakteur des Politikmagazins Monitor. Seit 2003 betreute Jo Angerer als Redakteur und Chef vom Dienst die Dokumentations-Reihen Die Story und Die Story im Ersten. Im November 2019 wurde er ARD-Fernsehkorrespondent in Moskau.
2020 war er einer von wenigen deutschen Korrespondenten, die vor Ort über die Proteste in Belarus berichteten. Im Laufe von Dreharbeiten kam es zu einem behördlichen Einschüchterungsversuch gegenüber Angerers Team, indem Mitarbeitern unangekündigt Akkreditierungen entzogen wurden.
Nach dem russischen Überfall auf die Ukraine besuchte er im Februar 2024 die besetzte Krim. In einem Kommentar einen Monat später schreibt er, dass Russland die Ukraine als ihren „Hinterhof“ verstehen würde. Schrankenlose westliche Waffenlieferungen an die Ukraine könnten den Krieg und das Leid der Menschen verlängern sowie deren Kosten die europäische Wirtschaft ruinieren.